# Dasycleonymus bakeri
Dasycleonymus bakeri är en stekelart som beskrevs av Gibson 2003. Dasycleonymus bakeri ingår i släktet Dasycleonymus och familjen puppglanssteklar. Inga underarter finns listade i Catalogue of Life.